# Chris Bartley

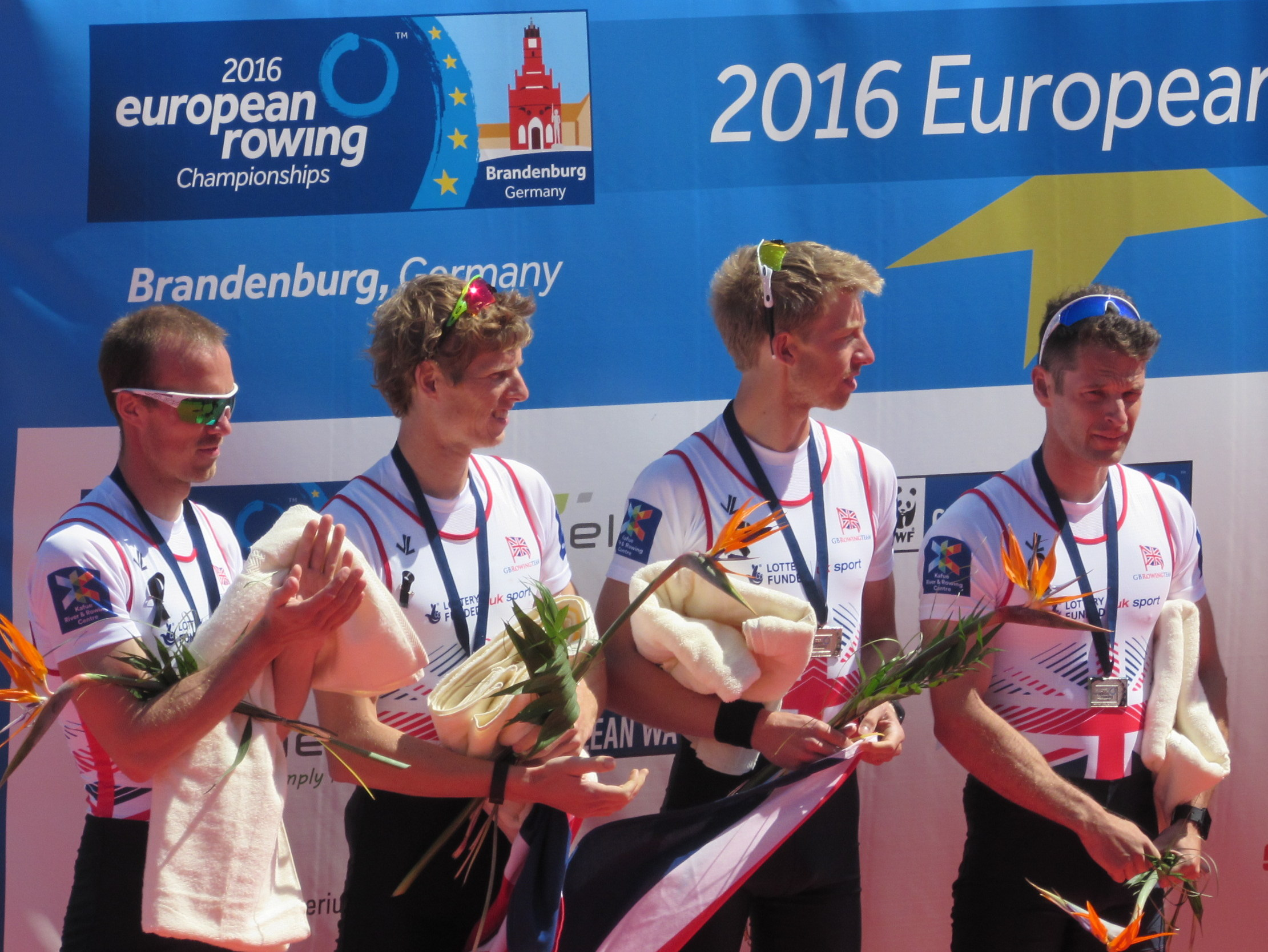
Vizeeuropameister 2016 v.l.n.r: Chambers, Clegg, Aldred, Bartley

Chris Bartley (* 2. Februar 1984 in Wrexham) ist ein britischer Leichtgewichts-Ruderer. Er gewann bis 2011 eine Goldmedaille und zwei Bronzemedaillen bei Weltmeisterschaften.

## Karriere
Bartley begann 1998 mit dem Rudersport. 2005 gewann er seine erste internationale Medaille, als er bei den U23-Weltmeisterschaften mit dem Leichtgewichts-Doppelvierer den zweiten Platz erreichte. 2006 siegte er im Leichtgewichts-Zweier-ohne Steuermann zusammen mit Richard Chambers bei den U23-Weltmeisterschaften, bei den Ruder-Weltmeisterschaften 2006 belegten die beiden den sechsten Platz. Bei den Weltmeisterschaften 2007 in München gewann er zusammen mit Simon Jones, Rob Williams und Dave Currie die Bronzemedaille im Leichtgewichts-Doppelvierer. Nachdem Bartley sich nicht für die Olympischen Spiele 2008 qualifizieren konnte, saß er 2009 im britischen Leichtgewichts-Vierer ohne Steuermann. Das Boot erreichte bei allen drei Weltcupregatten das A-Finale, bei den Weltmeisterschaften 2009 in Posen belegte der Vierer als Sieger des C-Finales den 13. Platz. 2010 blieb nur Bartley vom 2009er Vierer übrig, in der Besetzung Richard Chambers, Paul Mattick, Rob Williams und Chris Bartley erkämpfte das Boot im Weltcup einen zweiten Platz in Bled und zwei Siege in München und Luzern und gewann auch bei den Weltmeisterschaften in Neuseeland. Ein Jahr später erhielt das Boot in gleicher Besetzung die Bronzemedaille bei den Weltmeisterschaften in Bled. In der Besetzung Peter Chambers, Rob Williams, Richard Chambers und Chris Bartley gewann der britische Vierer das Weltcupfinale 2012 in München. Im Finale der Olympischen Regatta 2012 unterlag der britische Vierer dem südafrikanischen Boot und gewann mit sieben Hundertstelsekunden Vorsprung auf die Dänen Silber. Bei den Ruder-Weltmeisterschaften 2013 in Chungju gewann er wieder im Leichtgewichts-Vierer die Bronzemedaille. 2014 gewann Bartley mit dem Vierer die Silbermedaille bei den Europameisterschaften und die Bronzemedaille bei den Weltmeisterschaften. Mit einem vierten Platz bei den Europameisterschaften und dem neunten Platz bei den Weltmeisterschaften verlief die Saison 2015 weniger erfolgreich. Zum Auftakt der Saison 2016 gewann der britische Leichtgewichts-Vierer mit Chris Bartley, Mark Aldred, Jono Clegg und Peter Chambers die Silbermedaille bei den Europameisterschaften in Brandenburg an der Havel. Drei Monate später erreichten die vier den siebten Platz bei den Olympischen Spielen in Rio de Janeiro.